# Гаряча жувальна гумка 3
Гаряча жувальна гумка 3 (івр. שפשוף נעים) — ізраїльська кінокомедія 1981 року режисера Боаза Давідсона, третій фільм із серії «Гаряча жувальна гумка».

## Сюжет
Хлопчики дорослішають - вже відомі глядачам герої все ще підглядають за дівчатами в роздягальнях, цікавляться сексом 24 години на добу і шукають дівчат для любові і дорослих жінок - для досвіду. Персонажі фільму живуть в 50-х. Атмосферу епохи підкреслюють звуки популярних тоді мелодій і голосів виконавців ...